# Glutops singularis
Glutops singularis är en tvåvingeart som beskrevs av Burgess 1878. Glutops singularis ingår i släktet Glutops och familjen Pelecorhynchidae. Inga underarter finns listade i Catalogue of Life.